# 西川町立西川小学校
西川町立西川小学校（にしかわちょうりつ にしかわしょうがっこう）は山形県西村山郡西川町にある公立小学校。

## 概要
- 過疎、少子化よる児童数の減少に伴い、西川町の5小学校を1つに集約する目的で設立された。

## 所在地
- 山形県西村山郡西川町海味1234

## 沿革
出典
- 2003年（平成15年）3月 - 西川町議会定例会で、町長が施政方針の中で「小学校の在り方について統合を含めて検討していく」ことを表明。
- 2005年（平成17年）
  - 2月 - 小学校学区再編案について検討委員会から町長に答申。
  - 10月 - 町民検討委員会より町長に答申。
- 2008年（平成20年）8月 - 統合小敷地造成工事開始。
- 2009年（平成21年）
  - 3月 - 町議会が、校名を「西川町立西川小学校」とすることを議決。
  - 8月 - 西川小学校新築工事安全祈願祭挙行し、工事着工。
- 2010年（平成22年）12月 - 西川小完成引渡式挙行し、 教職員・町民西川小見学会開催
- 2011年（平成23年）
  - 3月 - 校歌と校章を制定。
  - 10月 - グラウンド・プール工事着工。
- 2012年（平成24年）
  - 4月1日 - 睦合・西山・水沢・土居・沼山の各小学校を統合し、開校。
  - 4月7日 - 開校式挙行。
  - 6月11日 - グラウンド完成オープン式挙行。
  - 6月25日 - プール完成オープン式挙行。
- 2016年（平成28年）9月30日 - 学校運営協議会設置。
- 2017年（平成29年）5月31日 - ふるさと楽行スタート。
- 2018年（平成30年）9月25日 - スクールバス通学児童徒歩試行。
- 2021年（令和3年）9月30日 - 創立10周年記念行事開催。
- 2022年（令和4年）11月15日 - 「環境緑化モデル事業」完成式典挙行（ビオトープ整備）。

## 通学区域進学先中学校
出典

### 通学区域
- 西川町全域

### 進学先中学校
- 西川町立西川中学校

## 児童数
出典
| 学年 | 1年 | 2年 | 3年 | 4年 | 5年 | 6年 | 特別支援   | 合計 |
| ---- | --- | --- | --- | --- | --- | --- | ---------- | ---- |
| 学級 | 1   | 1   | 1   | 1   | 1   | 1   | 2          | 8    |
| 児童 | 23  | 24  | 29  | 24  | 24  | 23  | 3 （内数） | 147  |

- 2023年（令和5年）5月1日時点。

## 周辺
町中心部に位置する
- 寒河江川
- 西川町立にしかわ保育園 - 進学前保育園のひとつ。
- 西川町立病院
- 西川町役場
- 国道112号線

## アクセス
- 西川町コニュニティバス[4]
  - 「月山志津温泉線」・「岩根沢線」・「入間線」で、「西川小学校」停留所下車。
    - ただし、「月山志津温泉線」の西川IC行は、「西川小学校」停留所は停車しない。

  - 「羽前高松駅・県立河北病院線」・「道の駅にしかわ寒河江駅線」で、「町立病院前」停留所下車後、学校正門まで、
    - 道の駅にしかわ行のりばから、徒歩約250m・約4分。
    - 羽前高松駅経由県立河北病院行・羽前高松駅経由寒河江駅行のりばから、徒歩約290m・約4分。
- JR東日本左沢線
  - 羽前高松駅から、
    - 「羽前高松駅・県立河北病院線」で、上述の西川町コミュニティバスに乗車し17分、「町立病院前」停留所下車後、徒歩。
    - 「道の駅にしかわ寒河江駅線」で、「高松駅前角」停留所まで徒歩移動して、上述の西川町コミュニティバスに乗車し14分、「町立病院前」停留所下車後、徒歩。

  - 寒河江駅から、上述の西川町コミュニティバスに乗車し28分、「町立病院前」停留所下車後、徒歩。
- 山形自動車道西川ICから、
  - 車で約1.7km・約3分。
  - 上述の西川町コミュニティバス「月山志津温泉線」に乗車し6〜7分、「西川小学校」停留所下車。